# Cục An toàn thực phẩm (Việt Nam)
Cục An toàn thực phẩm (tiếng Anh: Vietnam Food Safety Authority, viết tắt là VFA) là cơ quan trực thuộc Bộ Y tế, thực hiện chức năng tham mưu, giúp Bộ trưởng Bộ Y tế quản lý nhà nước và tổ chức thực thi pháp luật về lĩnh vực an toàn thực phẩm thuộc trách nhiệm của Bộ Y tế được phân công quản lý trong phạm vi cả nước. Cục An toàn thực phẩm có tư cách pháp nhân, con dấu riêng và tài khoản riêng.
Chức năng, nhiệm vụ, quyền hạn và cơ cấu tổ chức của Cục An toàn thực phẩm được quy định tại Quyết định số 3668/QĐ-BYT ngày 28/9/2023 của Bộ trưởng Bộ Y tế.

## Lịch sử phát triển[2]
Ngày 8/12/1995, Chính phủ đã ban hành Nghị định số 86/NĐ-CP phân công trách nhiệm quản lý nhà nước về chất lượng hàng hóa, trong đó giao Bộ Y tế chịu trách nhiệm về vệ sinh an toàn thực phẩm với lý do: tồn tại sự chồng chéo, bỏ sót trách nhiệm quản lý nhà nước giữa các bộ, ngành là do sự phân biệt các khái niệm chưa thống nhất, rõ ràng; Chất lượng thực phẩm cũng ảnh hưởng đến sức khỏe người dân, nhưng vấn đề vệ sinh ảnh hưởng trực tiếp đến sức khỏe và lâu dài đến chất lượng giống nòi. Căn cứ theo văn bản này Bộ Y tế phân công Vụ Y tế dự phòng là cơ quan đầu mối giúp Bộ Y tế thực hiện nhiệm vụ quản lý nhà nước về chất lượng, vệ sinh an toàn thực phẩm.
Tháng 4/1998, Chính phủ giao Bộ Y tế xây dựng Đề án thành lập một cơ quan quản lý thực phẩm thuộc Bộ Y tế. Cuối tháng 4/1998, Bộ Y tế đã triệu tập cuộc họp do Thứ trưởng Nguyễn Văn Thưởng chủ trì với thành phần gồm đại diện Vụ Tổ chức cán bộ, Vụ Y tế dự phòng, Viện Dinh dưỡng Quốc gia và các bộ phận liên quan khác để triển khai chỉ đạo của Chính phủ. Sau cuộc họp này, Vụ Tổ chức cán bộ được giao là đầu mối (trực tiếp là BS. Đặng Quốc Việt, sau thay thế là BS. Nguyễn Đức Kiệt chuyên viên của Vụ) phối hợp với Vụ Y tế dự phòng (trực tiếp là Bs. Nguyễn Văn Dũng chuyên viên của Vụ) và một số đơn vị liên quan khác như Viện Dinh dưỡng quốc gia (trực tiếp là Phó Viện trưởng Phan Thị Kim) xây dựng Dự thảo Đề án.
Ngày 4/2/1999, Thủ tướng Phan Văn Khải đã ký ban hành Quyết định số 14/1999/QĐ-TTg thành lập Cục Quản lý chất lượng vệ sinh an toàn thực phẩm, có chức năng giúp Bộ trưởng Bộ Y tế thực hiện quản lý nhà nước về chất lượng và vệ sinh an toàn thực phẩm.
Ngày 8/3/1999, Bộ trưởng Bộ Y tế đã ký ban hành Quyết định số 681/QĐ-BYT bổ nhiệm PGS.TS. Phan Thị Kim, Phó viện trưởng Viện Dinh dưỡng quốc gia là Cục trưởng Cục Quản lý chất lượng vệ sinh an toàn thực phẩm thuộc Bộ Y tế.
Ngày 12/4/1999, Bộ Y tế đã long trọng tổ chức lễ công bố Quyết định số 14/1999/QĐ-TTg về việc thành lập Cục Quản lý chất lượng vệ sinh an toàn thực phẩm thuộc Bộ Y tế.
Ngày 15/5/2003, Chính phủ ban hành Nghị định số 49/2003/NĐ-CP quy định chức năng, nhiệm vụ, quyền hạn và cơ cấu tổ chức của Bộ Y tế, căn cứ theo văn bản này Cục Quản lý chất lượng vệ sinh an toàn thực phẩm đổi tên Cục thành Cục An toàn vệ sinh thực phẩm và sau khi Luật An toàn thực phẩm được ban hành năm 2010, đồng thời căn cứ theo Nghị định số 63/2012/NĐ-CP ngày 31/8/2012 của Chính phủ, Cục An toàn vệ sinh thực phẩm tiếp tục được đổi tên thành Cục An toàn thực phẩm như hiện nay.

## Nhiệm vụ và quyền hạn
Theo Điều 2, Quyết định số 3668/QĐ-BYT ngày 28/9/2023 của Bộ trưởng Bộ Y tế, Cục An toàn thực phẩm có các nhiệm vụ, quyền hạn chính:
- Chủ trì xây dựng, trình cấp có thẩm quyền ban hành các văn bản quy phạm pháp luật, chính sách, chiến lược, quy hoạch, kế hoạch, chương trình, đề án, dự án về an toàn thực phẩm thuộc lĩnh vực được phân công quản lý của Bộ Y tế và hướng dẫn, tổ chức thực hiện.
- Chủ trì, hướng dẫn, tổ chức thực hiện việc giám sát, đánh giá nguy cơ, phòng ngừa, điều tra và phối hợp ngăn chặn ngộ độc thực phẩm, khắc phục sự cố về an toàn thực phẩm thuộc phạm vi quản lý của Bộ Y tế.
- Chỉ đạo, hướng dẫn, tổ chức thực hiện việc bảo đảm an toàn thực phẩm trong suốt quá trình sản xuất, sơ chế, chế biến, bảo quản, vận chuyển, xuất khẩu, nhập khẩu, kinh doanh đối với thực phẩm chức năng, các vi chất dinh dưỡng bổ sung vào thực phẩm, phụ gia thực phẩm, hương liệu, chất hỗ trợ chế biến thực phẩm, nước uống đóng chai, nước khoáng thiên nhiên, đá thực phẩm và dụng cụ, vật liệu bao gói, chứa đựng tiếp xúc trực tiếp với thực phẩm và các sản phẩm khác không được quy định trong danh mục thuộc quyền quản lý của Bộ Công Thương và Bộ Nông nghiệp và Phát triển nông thôn.
- Tổ chức tiếp nhận, quản lý hồ sơ và cấp, thu hồi: giấy tiếp nhận đăng ký bản công bố sản phẩm đối với các sản phẩm thực phẩm bảo vệ sức khỏe, phụ gia thực phẩm hỗn hợp có công dụng mới, phụ gia thực phẩm không thuộc trong danh mục phụ gia được phép sử dụng trong thực phẩm hoặc không đúng đối tượng sử dụng do Bộ Y tế quy định; giấy xác nhận nội dung quảng cáo đối với thực phẩm bảo vệ sức khỏe; giấy đăng ký lưu hành bộ xét nghiệm nhanh đối với các chỉ tiêu về an toàn thực phẩm theo quy định của pháp luật.
- Tổ chức tiếp nhận, quản lý hồ sơ và cấp, cấp đổi, đình chỉ, thu hồi: giấy chứng nhận cơ sở đủ điều kiện an toàn thực phẩm đối với cơ sở sản xuất kinh doanh thực phẩm bảo vệ sức khỏe, phụ gia thực phẩm hỗn hợp có công dụng mới; giấy chứng nhận cơ sở đủ điều kiện an toàn thực phẩm đạt yêu cầu thực hành sản xuất tốt (GMP) thực phẩm bảo vệ sức khỏe; giấy xác nhận kiến thức về an toàn thực phẩm cho chủ cơ sở và người trực tiếp sản xuất, kinh doanh thực phẩm thuộc phạm vi quản lý của Bộ Y tế theo quy định của pháp luật.
- Tổ chức tiếp nhận, quản lý hồ sơ và cấp, thu hồi: Giấy chứng nhận lưu hành tự do đối với sản phẩm thực phẩm xuất khẩu thuộc phạm vi được phân công quản lý của Bộ Y tế khi tổ chức, cá nhân có yêu cầu; giấy chứng nhận y tế và các giấy chứng nhận khác đối với các sản phẩm thực phẩm xuất khẩu khi tổ chức, cá nhân có yêu cầu theo quy định của pháp luật.
- Tổ chức tiếp nhận, quản lý hồ sơ và cấp, thu hồi: giấy tiếp nhận bản công bố hợp quy, giấy xác nhận công bố phù hợp quy định đối với thuốc lá.
- Là cơ quan thường trực của Ban Chỉ đạo liên ngành Trung ương về vệ sinh an toàn thực phẩm[3] và thường trực của Ủy ban tiêu chuẩn thực phẩm (Ủy ban Codex) Việt Nam[4].
- Thực hiện nhiệm vụ, quyền hạn khác được Bộ trưởng Bộ Y tế giao.

## Lãnh đạo Cục[5]
- Cục trưởng: TS. Trần Việt Nga[6]
- Phó Cục trưởng:

1. TS. Nguyễn Hùng Long[7]
2. TS. Đỗ Hữu Tuấn[8]
3. TS. Chu Quốc Thịnh[9]
4. TS. Nguyễn Minh Hằng[10]

## Cơ cấu tổ chức
(Theo Khoản 2, Điều 3, Quyết định số 3668/QĐ-BYT ngày 28/9/2023 của Bộ trưởng Bộ Y tế)

### Các đơn vị thực hiện chức năng quản lý nhà nước
- Văn phòng Cục
- Phòng Kế hoạch - Tài chính
- Phòng Pháp chế - Thanh tra
- Phòng Quản lý Tiêu chuẩn và Kiểm nghiệm
- Phòng Giám sát Ngộ độc thực phẩm và Thông tin truyền thông
- Phòng Quản lý Sản phẩm thực phẩm

### Các đơn vị sự nghiệp
- Văn phòng Ủy ban Codex Việt Nam
- Trung tâm Ứng dụng và Đào tạo an toàn thực phẩm